# Power of Soul
Power of Soul är Jerry Williams sjunde album, utgiven på Chess 1968 (SLP-61) tillskriven Jerry Williams & His Dynamite & Soul Band. Producerad av Gunnar Bergström. 

## His Dynamite & Soul Band
Efter att Jerry Williams gjort lumpen och upptäckt Otis Redding och soulmusiken så satte han och kompisen Lars Samuelson ihop ett nytt band som ersatte The Violents (som kompat på Jerry Williams tidigare sex album). 
- Lars Samuelson: trumpet
- Håkan Nyqvist: trumpet
- Jan Kling: saxofon
- Håkan Jansson: saxofon
- Tonny Lindberg: gitarr
- Leif Paulsen: bas
- Derek Skinner: trummor
- Yngve Furén: keyboard
- Rolf Ericson: trumpet

## Låtlista
1. Fa-Fa-Fa-Fa-Fa (Sad Song) (O Reding/S. Cooper)
2. Come on Home (Jackie Edwords)
3. The Name Game (S Elliston/L Chase)
4. It Beats Me (Frogman/A Swedén)
5. You've Got Your Troubles (R Cook/R Greenaway)
6. Let's Spend the Night Together (M Jagger/K Richards)
7. He'll Have to Go (J Alison/A Alison)
8. 1-2-3 (J Madara/D White/L Borisoff)
9. (I Feel Like I'm) On the Top of the World (Leo McCorkie)
10. Just a Little Bit of You (Dallas Fraizer)